# Parlamentswahl in Belarus 2016
Bei der Parlamentswahl in Belarus am 11. September 2016 wurden die 110 Abgeordneten des Repräsentantenhauses gewählt. Parallel dazu wurde auch der Rat der Republik gewählt. Rund sieben Millionen Menschen waren wahlberechtigt.

## Kandidaten
Im Gegensatz zur Parlamentswahl 2012 wurde die Wahl 2016 von der Opposition nicht boykottiert. Verschiedene oppositionelle Parteien und Organisationen schlossen sich der Kampagne Prawa Wybora („Das Wahlrecht“) an, zu der die Partyja BNF, die Belarussische Christdemokratie, die Sozialdemokratische Partei, die Bewegung Für Freiheit, die Vereinigte Bürgerpartei Weißrusslands, die Belarussische Grüne Partei, die Partei für Freiheit und Fortschritt sowie die Weißrussische Gewerkschaft der radioelektrischen Industrie gehören.
Auch die als regierungstreu geltenden Parteien – Kommunisten, Liberal-Demokraten, Belarussische Patriotische Partei, Arbeit und Gerechtigkeit sowie Agrarpartei – und die oppositionelle Vereinigte Linkspartei „Gerechte Welt“ stellten sich zur Wahl.

## Wahlverfahren
Die Ergebnisse sind nur gültig in Wahlkreisen, in denen die Wahlbeteiligung über 50 % in der ersten Runde oder 25 % in der zweiten Runde beträgt.

## Ergebnis
Das Ergebnis fiel folgendermaßen aus:
- KPB: 8
- RPTS: 3
- Unabh.: 93
- BPP: 3
- LDP: 1
- Unabh. (Opposition): 1
- AGP: 1

| Partei                                               | Anzahl der Abgeordneten | Anzahl der Abgeordneten |
| Partei                                               | Kandidaten              | Anzahl der Abgeordneten |
| ---------------------------------------------------- | ----------------------- | ----------------------- |
| Liberal-Demokratische Partei                         | 90                      | 1                       |
| Vereinigte Bürgerpartei                              | 67                      | 1                       |
| Partyja BNF                                          | 60                      | 0                       |
| Kommunistische Partei von Belarus                    | 52                      | 8                       |
| Weißrussische vereinigte Linkspartei „Gerechte Welt“ | 46                      | 0                       |
| Belarussische Sozialdemokratische Partei (Hramada)   | 29                      | 0                       |
| Republikanische Partei für Arbeit und Gerechtigkeit  | 20                      | 3                       |
| Belarussische Patriotische Partei                    | 18                      | 3                       |
| Belarussische Grüne Partei                           | 5                       | 0                       |

Wahlkreisergebnisse (die Parteifarben wurden teilweise variiert zwecks besserer Unterscheidbarkeit):
Unterstützer der Regierung (108):
Opposition (2):

Somit erhielt die Kommunistische Partei von Belarus 8 Sitze, die Arbeit und Gerechtigkeit 3 Sitze, die Belarussische Patriotische Partei 3 Sitze, die Vereinigte Bürgerpartei einen Sitz und die Liberal-Demokratische Partei einen Sitz. Die restlichen 94 Mandate werden von parteilosen Kandidaten besetzt.
Zum ersten Mal seit 20 Jahren konnte die Opposition zwei Sitze erringen. Diese gingen an die Kandidatin der Vereinigten Bürgerpartei Hanna Kanapazkaja und an die Unabhängige Jelena Anisim von der Gesellschaft für belarussische Sprache.

## Kritik
Obwohl die Vereinigte Bürgerpartei zum ersten Mal ein Parlamentsmandat für sich beanspruchen konnte, äußerte sich der Parteivorsitzende Anatol Ljabedska kritisch zu den Ergebnissen: „Der Sieg unserer Parteigenossin Kanopazkaja bedeutet nicht, dass wir die Bewertung der ganzen Kampagne verändern werden. Es gibt in Weißrussland keine freien und fairen Wahlen, die den Standards der OSZE entsprechen.“ Seitens unabhängiger belarussischer Medien wurde von diversen Verstößen berichtet. So wurden etwa in mehreren Fällen Journalisten dazu aufgefordert, die Wahllokale während der Stimmauszählung zu verlassen. Auch die Menschenrechtsorganisationen Wjasna und das Belarussische Helsinki-Komitee erklärten die Wahlen hätten nicht den internationalen Standards von freien und demokratischen Wahlen entsprochen. Es wurden Fälle dokumentiert, in denen Studenten und Mitarbeiter von Staatsbetrieben zur Abstimmung gezwungen wurden. Zudem seien massenhaft Verstöße während der fünftägigen vorläufigen Abstimmung registriert worden.